# Orinque

Esquema de un orinque que une un ancla fondeada a una boya en la superficie.

Orinque (del holandés oorring ‘arete’) o gripia (del italiano grippia) en náutica es el cabo con el que se une una boya o boyarín, que flota en la superficie, a un objeto situado en el fondo, habitualmente el ancla para balizarlo, es decir, señalar su posición.
El orinque se ata a la cruz del ancla o al arganeo, lo que ayuda a cobrarla, especialmente cuando esta se ha enrocado. Idealmente, el orinque debe tener el largo de la profundidad, para que esté lo más en vertical posible de la posición del ancla en el fondo. Un moderno mecanismo llamado orinque automático consigue ese objetivo ajustando la longitud del orinque a la profundidad; consta de una pieza de plomo y un sencillo mecanismo de poleas.

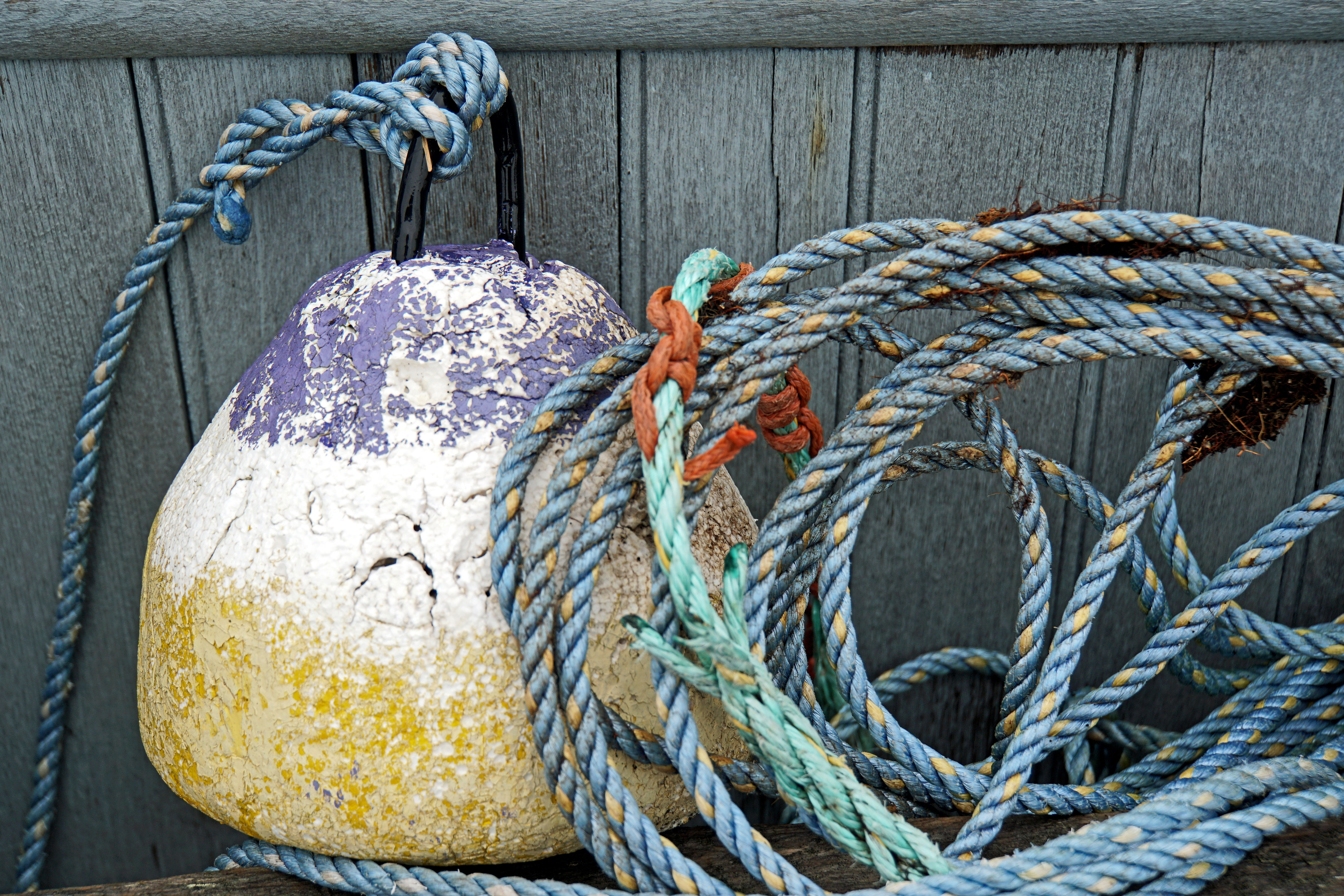
Boya y orinque estibados en cubierta.

Se llama «pasar un orinque» a la operación consistente en que un buzo se sumerja para atar un orinque a un ancla situada en el fondo; y «orinquear» a comprobar, tirando del orinque, si un ancla está bien agarrada al fondo.